# Georg von Vollmar

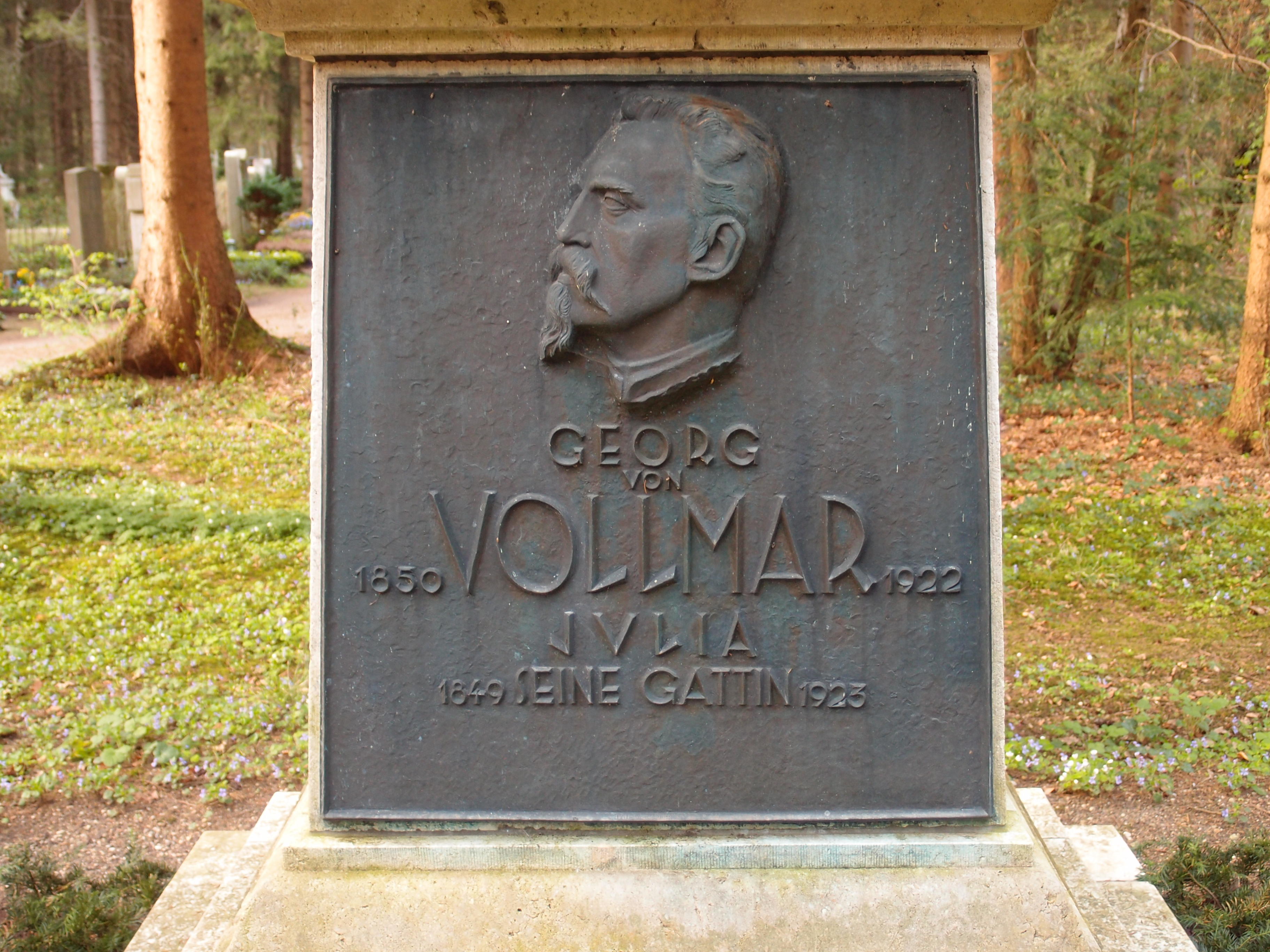
Georg von Vollmars gravställe

Georg Ritter von Vollmar auf Veldheim, född 7 mars 1850 i München, död 30 juni 1922 i Urfeld am Walchensee, Oberbayern, var en tysk socialdemokratisk politiker.
Vollmar uppfostrades i ett kloster, deltog som officer i Bayerns krig med Preussen 1866 och var därefter frivillig i den påvliga armén. Under fransk-tyska kriget 1870-71 var han en av de högre ledarna inom järnvägsväsendet, men sårades svårt vid Blois och blev därigenom invalid. 
Sedermera ägnade Vollmar sig åt filosofiska, ekonomiska och politiska studier, vilka gav honom en socialistisk åskådning. År 1877 blev han redaktör för "Dresdener Volksbote", men dömdes redan 1878 till ett års fängelse och utvisades från Dresden. Han begav sig i studiesyfte till Zürich och Paris, men återvände hem, då han 1881 invaldes i tyska riksdagen, som han med undantag för åren 1887-90 tillhörde ända till augusti 1918. Åren 1883-89 var han medlem även av sachsiska lantdagen. Sistnämnda år återvände han till Bayern och invaldes 1893 i dess lantdag som ombud för München. Han lämnade denna post samtidigt med sitt riksdagsmandat. 
Vollmar, som i yngre år var en entusiastisk förkämpe för den marxistiska socialismen och tillhörde dess skarpaste teoretiska förfäktare, kom redan tidigt in på mer realpolitiska banor, påverkad av den så kallade possibilismen, som ivrade för att lägga kampen för idealen på mer realistiska grundvalar och till en början inrikta sig på nära liggande uppnåeliga mål. Härigenom kom han att få utkämpa många heta duster med den mer ortodoxe August Bebel. Vollmar lyckades emellertid ge sina idéer stor spridning och blev en banbrytare för revisionismen i Tyskland. Särskilt i sitt hemland Bayern nådde han mycket stort inflytande och vann även utanför det egna partiet stora sympatier. Från 1918 levde han på grund av sjukdom fjärran från det politiska livet.